# Ursula Brunner
Ursula Brunner   (Heidelberg, 30 de gener de 1941 - Heidelberg, 18 de setembre de 2024) va ser una nedadora alemanya que va competir sota bandera de la República Democràtica Alemanya durant les dècades de 1950 i 1960.
El 1960 va prendre part en els Jocs Olímpics d'Estiu de Roma on disputà quatre proves del programa de natació. Guanyà la medalla de bronze en els 4x100 metres lliures i 4x100 metres estils, mentre en els 100 i 400 metres lliures quedà eliminada en sèries. Quatre anys més tard, als Jocs de Tòquio, quedà eliminada en sèries en els 100 metres papallona.
En el seu palmarès també destaquen una medalla d'or i dues de bronze a les Universíades de 1963 i 15 títols nacionals per l'Alemanya de l'Est: en 100 metres papallona (1961-1962), 400 metres estils individual (1962-1963), 100 metres lliures (1959-1963) i 400 metres lliures (1957, 1959-1963). El 1963 va ser escollida esportista alemanya de l'any.